# Razionalità di squadra
Razionalità di squadra è un concetto intrinseco in ogni gruppo di persone, sia esso lavorativo oppure sportivo. I componenti della squadra sono guidati, direttamente o indirettamente, dal bene comune del gruppo e questo porta il beneficio raggiunto dalla squadra ad essere più importante di quello ottenibile a livello individuale.

## Collaborazione in Economia
L'economia parte dal considerare una certa visione dell'uomo all'interno dell'ambiente economico. Uno dei concetti fondamentali dell'economia neoclassica infatti è l'homo oeconomicus, un soggetto che mira sempre alla massimizzazione del proprio benessere, disponendo i propri obiettivi in ordine preferenziale in base a ciò che gli interessa di più. L'homo oeconomicus è quindi individualista, amorale e freddo calcolatore. Questo visione ha portato alla nascita di teorie che hanno contestato la figura appena descritta ed infatti secondo la scuola Austriaca l'incertezza e l'emotività che contraddistinguono le scelte economiche rende impossibile un calcolo delle conseguenze a priori, proprio perché c'è conoscenza imperfetta della realtà. I filoni teorici basati sul comportamento, l'altruismo e la collaborazione sottolineano come nel mondo odierno è necessario che all'interno di ogni azienda debbano essere innestati i concetti del lavoro di squadra e dell'altruismo. Si abbandona quindi la figura dell'homo oeconomicus e si abbraccia quella dell'homo reciprocans, decisamente più sostenibile nel mondo economico e morale che viviamo oggi giorno.
Un grande rischio che si vive dentro alle imprese è che spesso i soggetti possano agire mossi da comportamenti opportunistici. È importante ridurre il rischio che ciò accada per poter elevare qualità e quantità della produttività. Per far ciò serve una buona selezione del personale e servono molti investimenti nella formazione e nelle motivazioni dello stesso personale. È necessario dunque formare un senso di appartenenze al gruppo, facendo identificare il singolo con la missione dell'impresa, in pratica va materializzato un passaggio dalla "I-rationality" (la razionalità dell'io) alla "We-rationality" (razionalità del noi), dove l'imprenditore insieme con i dipendenti costruisce dinamiche di cooperazione, fiducia e reciprocità tra tutti i componenti dell'azienda.

## We-Rationality
Lo sviluppo della "we-rationality" è attribuibile al filosofo Martin Hollis, il quale dice che all'interno di un'azienda non deve esserci la mentalità che fa dire "questa azione ha buone conseguenze per me", ma serve piuttosto pensare che "questa azione è la mia parte di un'azione globale che ha conseguenza buone per noi". Nella razionalità del noi di Hollis quindi è intrinseca la reciprocità, che si distanzia dal mero contratto che è per definizione paritario nelle prestazioni, hai dei tempi di effettuazione e può essere fatto anche tra soggetti che non si conoscono. La reciprocità al contrario si basa su scambi non equivalenti e con libertà di restituzione sia nei modi che nei tempi, ma soprattutto tra i due soggetti deve esistere una relazione personale che questo scambio reciproco vuole fortificare.

## Team Thinking
Oltre che in filosofia anche in economia la tematica della razionalità di squadra è stata affrontata. Padre del "team thinking", cioè del pensare di squadra, è l'economista Robert Sudgen. Lui studia l'idea di razionalità economica in modo da trovare una ragionevolezza della reciprocità all'interno della ragione individuale. In pratica non si vuole sostituire l'io con il noi, ma si ha l'intento di passare da un uomo-monade ad un uomo-relazione, quindi non si adotta una visione olistica, ma l'essere in relazione mantenendo ognuno la propria identità. Per far ciò l'adozione di un pensiero di gruppo deve fondarsi sul concetto che ogni soggetto fa la propria parte per raggiungere un obiettivo comune che porta beneficio a tutti e sono imprescindibili nell'ambiente impresa relazioni basate su fiducia, dovere e senso di appartenenza al gruppo.

## Il superamento dell'individualismo
Il definitivo superamento dell'individualismo si legge bene nel saggio "L'economia delle relazioni umane" dell'economista Stefano Zamagni. Secondo lui uno dei fattori chiave del riduzionismo economico attuale è l'individualismo assiologico, cioè un agire tipico di quello dell'homo oeconomicus visto in precedenza. La proposta avanzata da Zamagni è quella di sostituire la nozione di "individuo" con quella di "persona", quindi passare da una prospettiva individualista ad una relazionale. La tesi di Zamagni si compone però di una "parte distruttiva" e di una "parte costruttiva". La prima si fonda su un assurdo, in quanto vede l'individualismo alla base dell'altruismo. Spesso un comportamento altruistico infatti è finalizzato ad un ritorno per chi lo propone e l'individuo si comporterà in modo altruistico solamente fino al punto in cui la sua utilità marginale eguaglia il costo marginale che si sostiene nel fare il gesto altruistico. Nella realtà ciò accade molto spesso, ma Zamagni pone una riflessione su questo "altruismo calcolatore". Comportarsi altruisticamente può servire a crearsi una reputazione positiva solo se gli altri non si rendono conto della sottostante motivazione egoistica, quindi affinché ciò accada deve esistere un'idea di altruismo genuino diverso dall'altruismo di comodo. Ecco quindi che nella "parte costruttiva" Zamagni si pone come fondamento del discorso economico il principio di dono relazionale come reciprocità. Il dono assume un'ottica relazionale in quanto è uno dei modi più comuni ed universali per creare relazioni umane. Con il dono un soggetto dà qualcosa, l'altro soggetto riceve e ricambia, ma con assoluta libertà nei modi e nei tempi. Il valore del dono sta nell'assenza di garanzie per il donatore. Zamagni quindi per trovare una maggiore relazionalità di squadra nell'economia impone l'utilizzo del dono relazionale, perché questo dà vita ad un incontro che modifica l'io, rendendolo più ricco dopo lo scambio. Cosa che non accade con il semplice contratto, che seppur importante per il mondo economico non migliora l'io. Il dono relazionale nella visione dell'Economia Civile costruisce capitale sociale che fluidifica il funzionamento dei mercati.